# Ecnomiohyla fimbrimembra
Ecnomiohyla fimbrimembra es una especie de anfibios de la familia Hylidae.
Habita en Costa Rica y Panamá.
Su hábitat natural incluye montanos. Está amenazada de extinción por la destrucción de su hábitat natural.
La rana adulta es lavanda-marrón en color con amarillo en su garganta y marcas oscuras cerca de su boca.  La rana juvenile tiene un patrón de marrón, amarillo y verde que se parece al liquen.  Tiene colgados de piel grandes en sus patas delanteras y traseras.
Esta rana vive en bosques con alta humedad y árboles que no son más altos de 20 metros, y muchas epífitas.
A finales del siglo XX, los científicos solo habían visto un renacuajo. Lo vieron en una zanja en 1986.
Científicos creen que esta rana puede deslizarse por el aire porque otras ranas con flecos de piel similares pueden hacer esto. Por ejemplo, Ecnomiohyla miliaria puede.